# قاعده مجاز
در منطق، یک قاعده استنتاج، در یک سیستم صوری مجاز است در صورتی هرگاه آن قاعده به قواعد موجود اضافه شود، مجموعه قضایای سیستم تغییر نکند. به عبارت دیگر، هر فرمول که می‌تواند با آن قاعده استنتاج شود، از پیش و بدون آن قاعده هم قابل استنتاج باشد؛ لذا، به بیانی، اضافه باشد. مفهوم قاعده مجاز توسط پاول لورنتزن (۱۹۹۵) معرفی شد.